# Cacia batoensis
Cacia batoensis là một loài bọ cánh cứng trong họ Cerambycidae.